# Fotoslog
Fotoslog (njem. Lichtsatz, Fotosatz; engl. photocomposition, filmsetting) je tiskarska tehnika izrade tiskarskog sloga, kojom se grafička priprema teksta izrađuje na filmu (rjeđe na papiru) uređajem za fotoslog, što uključuje proces osvjetljavanja grafičkog filma i njegovu kemijsku obradu. Tako dobiven predložak služi za izradu tiskovne forme u dubokom, ofsetnom ili sitotisku.
Četiri su generacije uređaja za fotoslog. Prve dvije koje su bile analogne osvjetljavale su film žaruljom ili bljeskalicom kroz već postojeće matrice tipografskih elemenata. Matrice su imale ograničen broj vrsta pisama i veličina. Treća i četvrta generacija donosi digitalne uređaje na kojima se unos teksta pratio na zaslonu, a slovni znakovi bili su matematički definirani krivuljama njihovih kontura, što je bio veliki napredak jer ih se na taj način moglo izraditi u proizvoljnoj veličini. Treća je generacija za osvjetljavanje rabila katodnu cijev, a četvrta generacija lasersku zraku. Pojavom računala i stolnog izdavaštva (desktop publishing) fotoslog se sjedinio s računalnim slogom. Računalni slog omogućio je ubacivanje i obradu slika i ilustracija te njihovo jednostavno povezivanje s tekstom. 
Daljnjim razvojem tehnologije, izrada tiskovne forme sve se više odvija bez grafičkog filma, osobito u ofsetnom tisku, tehnikom CTP (computer to plate) ili tehnikom DI-tiska (direct imaging printing).